# Asienspiele 2022/Synchronschwimmen
Bei den Asienspielen 2022 wurden vom 6. bis 8. Oktober 2023 insgesamt zwei Wettbewerbe im Synchronschwimmen ausgetragen, ein Duett- und ein Mannschaftswettbewerb, die beide für Frauen und Männer offen waren. Austragungsort war das Hangzhou Olympic Sports Centre Aquatic Sports Arena.

## Bilanz

### Medaillenspiegel
| Platz  | Land       | Gold | Silber | Bronze | Gesamt |
| ------ | ---------- | ---- | ------ | ------ | ------ |
| 1      | China      | 2    | —      | —      | 2      |
| 2      | Japan      | —    | 2      | —      | 2      |
| 3      | Kasachstan | —    | —      | 2      | 2      |
| Gesamt | Gesamt     | 2    | 2      | 2      | 6      |

### Medaillengewinner
| Disziplin  | Gold | Silber | Bronze |
| ---------- | --- | --- | --- |
| Duett      | ChinaWang Liuyi Wang Qianyi                                                                                           | JapanMoe Higa Mashiro Yasunaga                                                                                            | KasachstanArina Puschkina Jasmin Tujakowa |
| Mannschaft | ChinaChang Hao Cheng Wentao Feng Yu Shi Haoyu Wang Ciyue Wang Liuyi Wang Qianyi Xiang Binxuan Xiao Yanning Zhang Yayi | JapanMoe Higa Moeka Kijima Tomoka Satō Ayano Shimada Ami Wada Akane Yanagisawa Mashiro Yasunaga Megumu Yoshida Moka Fujii | KasachstanNargisa Bolatowa Eteri Kakutia Aigerim Kurmangalijewa Xenija Makarowa Arina Mjasnikowa Anna Pawlezowa Arina Puschkina Jasmin Tujakowa Schaklin Jakimowa Schanija Schijengazi |